# Elisabeth Plattner
Elisabeth Plattner, geborene Dietrich, (* 9. Juli 1899 in Stuttgart; † 26. Dezember 1994) war eine deutsche Pädagogin, Schriftstellerin und Vertreterin der Individualpsychologie.

## Leben
Elisabeth Plattner besuchte das 1899 gegründete Humanistische Mädchengymnasium (heute Hölderlin-Gymnasium) in Stuttgart. Sie studierte Mathematik und Physik in Stuttgart, Tübingen und Genf und schloss mit dem Staatsexamen für das Höhere Lehramt ab. Sie zog nach Berlin, wo sie an verschiedenen Privatschulen lehrte. Nach ihrer Heirat 1924 lebte sie einige Jahre in Japan, wo sie an deutschen Schulen in Tokio unterrichtete.
Nach ihrer Rückkehr nach Deutschland war sie in verschiedenen Bereichen pädagogisch tätig: Mütterkurse, erste Veröffentlichungen, Dolmetschertätigkeit, Radiosendungen über Pädagogik. In der von ihr gegründeten Sprachschule führte sie Sprachkurse durch. Nachdem ihre Kinder erwachsen waren, trat sie wieder in den Schuldienst ein, wo sie bis 1963 wirkte. Sie wirkte als Studienassessorin in Stuttgart-Degerloch. Die württembergische Schulbehörde genehmigte einen Schulversuch, womit sie ihre Erfahrungen in die Praxis umsetzen konnte. Ab 1965 untersuchte sie an einem Gymnasium, wie man begabten, aber gescheiterten Schülern zum Erfolg verhelfen konnte.

## Werk
In zahlreichen Büchern befasste sich Plattner mit erprobten Wegen gewaltloser, führungsstarker Erziehung. In leicht verständlicher Sprache zeigte sie die Entwicklung des jungen Menschen vom Säuglingsalter bis zum Berufsbeginn auf. Sie verwertete dabei Erfahrungsberichte aus dem Familien-, Schul- und Berufsleben sowie Ergebnisse der Tiefenpsychologie. Elisabeth Plattner war Mitarbeiterin an dem von K. Strunz publizierten Standardwerk Pädagogisch-psychologische Praxis an höheren Schulen.

„Viele meinen, es werde „viel zu viel erzogen“; sie wollen ihre Kinder „lieber gar nicht erziehen“. Ist das möglich? – Jedes Wort, jede Handlung, sei es beim Anziehen, bei der Hausarbeit, in Ernst und Scherz, alles, was ein Kind im Laufe des Tages von uns hört oder sieht, wirkt auf die seelische Entwicklung ein. Unser Vorbild wirkt – gut oder schlecht: Es bewirkt mehr, als wir ahnen. Unsere Kleinen lernen zunächst nur durch Nachahmung, nicht durch Worte - auch nicht durch bewusste "Erziehungsversuche"! (…) Weil jedes Kind ein besonderes Kind ist, und auch im täglichen Umgang mit Kindern jeder Augenblick etwas Neues bringt, können uns im einzelnen Fall „Rezepte“ gar nichts helfen, oft sogar schaden.“

Für Wolfgang Metzger gehört Elisabeth Plattner neben Alfred Adler, Fritz Künkel, Rudolf Dreikurs und Alfons Simon zu den Vertretern der praktischen Erziehungslehre der Individualpsychologie, deren Schrifttum seit 1904 vorliegt und die er als ersten Ansatz unter den pädagogischen Ansätzen, die es in (…) Richtung der freien dynamischen Ordnung und Zielerreichung gibt, bezeichnet.

## Publikationen
- Die ersten sechs Lebensjahre. Ein Erziehungsbuch. Reihe: Weibliche Erziehung im NSLB, 3. Teubner, Leipzig 1935 u. ö.. Folgeaufl. öfters verändert. Folgeauflagen ab 1951 unter Weglassung von "sechs".
  - 27. Auflage, mit Martin Derrez: Die ersten Lebensjahre. Eine Hilfe im Umgang mit kleinen Kindern. Urachhaus, Stuttgart 2015 ISBN 3-87838-512-9
- Schuljahre, Ein Erziehungsbuch, ebd. 1939
- Weg des Vertrauens. Eine Hilfe für Eltern und Lehrer. Klett, Stuttgart 1957
- Gehorsam. Eine Hilfe für Eltern, Lehrer und wem sonst Gehorsam gebührt. ebd. 1960
- Psychologische Belehrung im Unterricht, Sonderdruck aus "Anregung", Zeitschrift für die Höhere Schule, Heft 4/1962
- Jugend im Reifealter. Eine Hilfe im Umgang mit jungen Menschen von 10 - 25. Herder, Freiburg 1963
- Erziehungsnot in Elternhaus und Schule, eine Hilfe im Umgang mit Kindern und Jugendlichen. ebd. 1967
- Förderung des mathematischen Verständnisses durch Überwindung der Fragescheu. Ernst Reinhardt, München 1968
- Echter und falscher Gehorsam. Wege aus der Autoritätskrise. Herder, Freiburg 1969
- Besser lernen, aber wie? ebd. 1970
- Autorität ohne Gewalt in Familie, Beruf, Politik und Religion. Walter, Olten 1972 ISBN 3-530-65200-8
- Gegen autoritäre Erziehung. Eine Hilfe im Umgang mit Kindern und Jugendlichen. Ex Libris, Zürich 1973
- Schule ohne Leistungsdruck. Lehrplanklassen, durch machbare Reform. Katzmann, Tübingen 1976 ISBN 3-7805-0355-7